# Kureli
Kureli (en népalais : कुरेली) est un comité de développement villageois du Népal situé dans le district de Rolpa. Au recensement de 2011, il comptait 2 989 habitants.